# John A. Rockwell
Pour les articles homonymes, voir Rockwell.
John Arnold Rockwell, né le 27 août 1803 à Norwich, dans le Connecticut et décédé le 10 février 1861 à Washington, D.C. est un représentant américain du Connecticut.

## Jeunesse et études
Rockwell fréquente les écoles publiques. Il est diplômé de l'université Yale en 1822, étudie le droit, est admis au barreau et exerce à Norwich. Il est membre du Sénat de l'État en 1839. Il est juge au tribunal du comté de New London en 1840.

## Carrière politique
Il est élu sous l'étiquette whig au vingt-neuvième Congrès, battant le représentant George S. Catlin (en), et au trentième Congrès, battant le lieutenant-gouverneur Noyes Billings (en). Il siège du 4 mars 1845 au 3 mars 1849. Il est président de la commission des réclamations (trentième Congrès), mais est candidat malheureux à la réélection au trente et unième Congrès en 1849, perdant face à Chauncey F. Cleveland (en). Il exerce le droit devant la cour des réclamations des États-Unis à Washington, D.C., et participe à l'appel à la convention du parti de l'Union constitutionnelle en mai 1860, où il est délégué du Connecticut et nommé au comité national.

## Mort
John A. Rockwell meurt le 10 février 1861 à Wahington D.C. et est enterré au cimetière de Yantic, à Norwich, dans le Connecticut.